# JEWELS
JEWELS es una organización japonesa de artes marciales mixtas propiedad de Marverous Japan Co., Ltd. centrada en peleadoras femeninas. Es la sucesora directa de Smackgirl.

## Historia
Después de que la promoción femenina de MMA Smackgirl enfrentara severas dificultades financieras causadas por la salida inesperada de importantes patrocinadores y acuerdos de cadenas de televisión, un ejecutivo de la productora japonesa de eventos Archery Inc., Yuichi Ozono, formó la compañía Marverous Japan y adquirió los activos y derechos que antes pertenecían a Kilgore, empresa matriz de Smackgirl. Dado que la reputación de Smackgirl se vio empañada por todos los problemas que enfrentó, se decidió comenzar de nuevo.
El 9 de junio de 2012, se anunció que Jewels había formado una asociación estratégica con la promoción estadounidense Invicta Fighting Championships para realizar una promoción cruzada de las mejores peleadoras del mundo en sus respectivas carteleras de pelea en Japón y los Estados Unidos.
El 25 de mayo de 2013, Jewels anunció que cesaría sus operaciones como empresa independiente, con Yuichi Ozono (entonces jefe de Jewels) dimitiendo y Shigeru Saeki de Deep (ex supervisor) asumiendo la dirección completa y transfiriendo luchadores y marca a la nueva marca Deep Jewels, que sería gestionada por Deep.